# Циганешти (Галац)
Циганешти (рум. Țigănești) насеље је у Румунији у округу Галац у општини Мунтени. Oпштина се налази на надморској висини од 38 m.

## Становништво
Према подацима из 2002. године у насељу је живело 980 становника, од којих су сви румунске националности.